# Théâtre des Nouveautés (Toulouse)
Pour l’article homonyme, voir Théâtre des Nouveautés.
 (mars 2013).
Si vous disposez d'ouvrages ou d'articles de référence ou si vous connaissez des sites web de qualité traitant du thème abordé ici, merci de compléter l'article en donnant les références utiles à sa vérifiabilité et en les liant à la section « Notes et références ».
 (avril 2014).
Le Théâtre des Nouveautés est une ancienne salle de spectacle située au 56 boulevard Lazare-Carnot à Toulouse (France).

## Historique
On y joue la comédie, le vaudeville, le drame et l’opérette. Directeur-administrateur : MM. Jean Charlet ; régisseur général : Gelly ; 1er chef d'orchestre : Lacaze ; 2e chef d'orchestre : Allène. & Gabriel Louis GUIRAUD – Choristes : hommes 18, dames 24. – Orchestre : 28 musiciens dont Gabriel Louis GUIRAUD (Violoncelle), Marthe BERNY epGUIRAUD (Piano).
Ce théâtre, datant de la Belle Époque, a été incendié le 20 mai 1907 et reconstruit en brique en 1908. Il était destiné aux bourgeois. Son nom ancien était « Bijou-concert ». Des représentations de Maurice Chevalier, Raimu et Joséphine Baker y ont eu lieu, ainsi que des réunions politiques (par exemple un meeting de Jean Jaurès en 1890 ou le congrès radical et radical socialiste en 1932).
En 1936, il est devenu un cinéma, le 4e plus grand de Toulouse après Les Variétés, Le Paramount (devenu Le Plaza Métro-Goldwyn-Mayer), et le Gaumont-Palace.
Les Nouveautés après avoir été exploité par la société Gaumont a fermé en 1999. Le bâtiment racheté par la mairie de Toulouse en 2002 est devenu un hôtel de luxe.